# Michael Cuddyer
Michael Brent Cuddyer (né le 27 mars 1979 à Norfolk, Virginie, États-Unis) est un ancien joueur de baseball.
Il évolue dans la Ligue majeure de baseball pour les Twins du Minnesota de 2001 à 2011, les Rockies du Colorado de 2012 à 2014, et les Mets de New York en 2015. Principalement voltigeur, Cuddyer évolue aussi aux positions de premier but et troisième but. Invité deux fois au match des étoiles, il reçoit un Bâton d'argent comme voltigeur des Rockies en 2013, année où il remporte le championnat des frappeurs de la Ligue nationale avec une moyenne au bâton de ,331.

## Carrière

### Twins du Minnesota

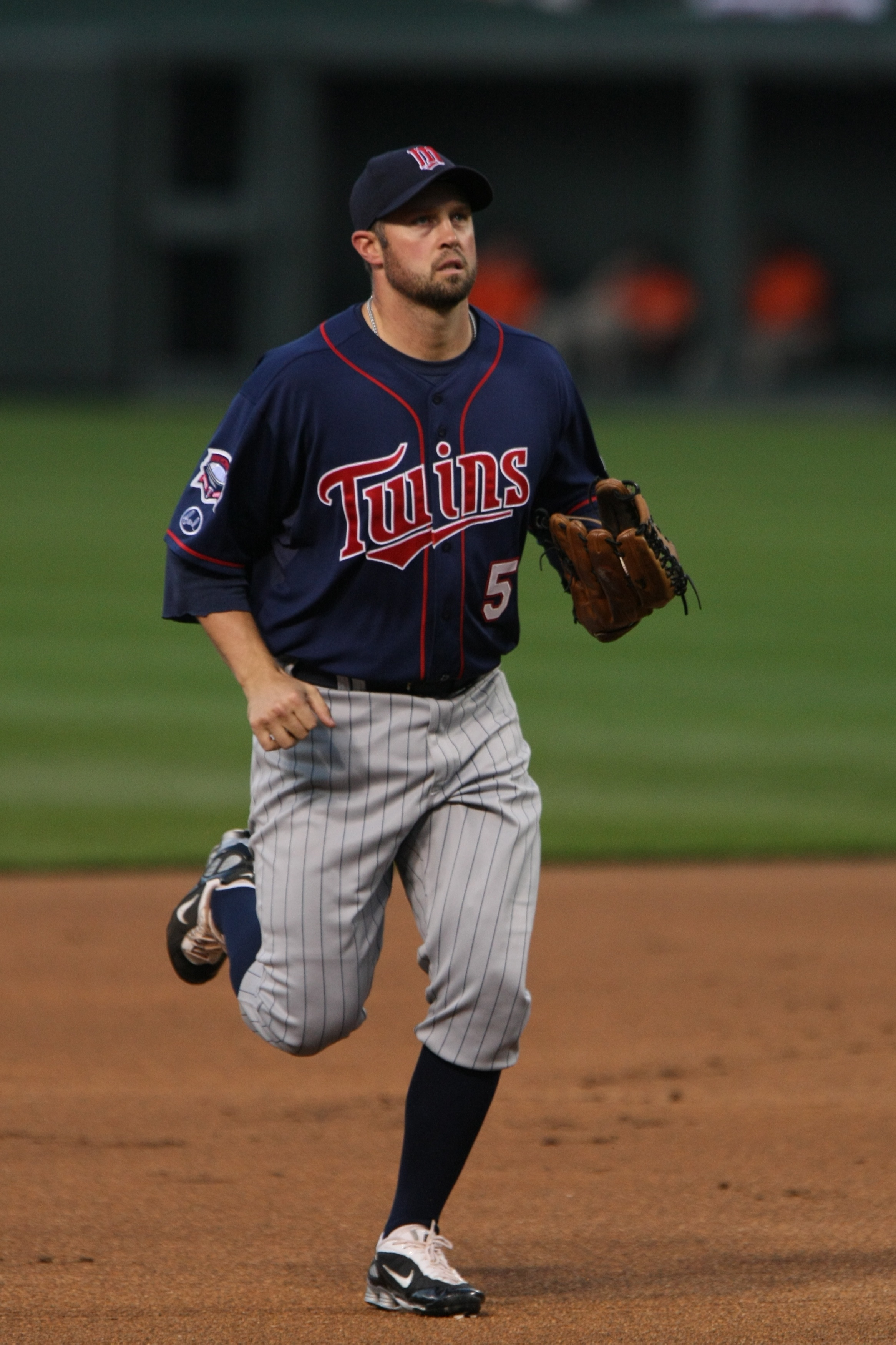
Cuddyer en 2009 chez les Twins.

Après des études secondaires à la Great Bridge High School à Chesapeake (Virginie), Michael Cuddyer est repêché le 3 juin 1997 par les Twins du Minnesota au premier tour de sélection (9e choix).
Il passe quatre saisons sen Ligues mineures avant d'effectuer ses débuts en Ligue majeure le 18 septembre 2001. 
Le 22 mai 2009, il frappe pour le cycle dans un match contre les Brewers de Milwaukee.
Il reçoit en 2011 sa première invitation au match des étoiles du baseball majeur.

### Rockies du Colorado
Cuddyer quitte le Minnesota après 11 saisons chez les Twins. En décembre 2011, il signe un contrat de 31,5 millions de dollars pour trois saisons avec les Rockies du Colorado.

#### Saison 2013

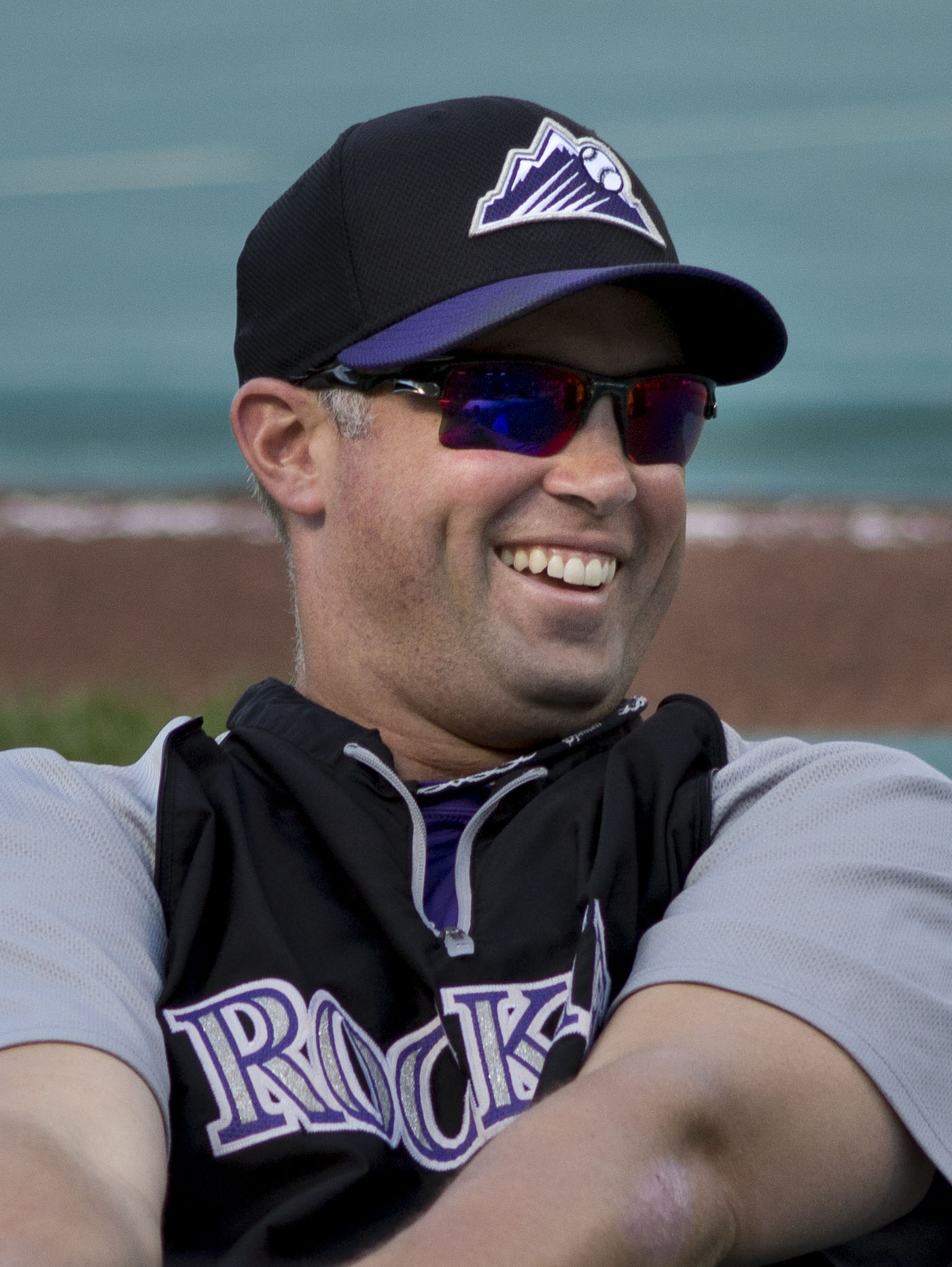
Michael Cuddyer en 2013 avec Colorado.

Le 26 juin 2013, Cuddyer se rend sur les buts pour un 42e match de suite, fracassant le record des Rockies de 41 partagé par Todd Helton et Andrés Galarraga. Le 27 juin, il établit un nouveau record de franchise en allongeant à 24 une série de matchs avec au moins un coup sûr. Il abat l'ancienne marque d'équipe de 23 établie en 1995 par Dante Bichette, actuel instructeur des Rockies. La série de matchs avec coup sûr, qui dure du 28 mai au 30 juin, s'arrête à 27 matchs. Ce nouveau record tient moins d'un an et est battu en le 8 mai 2014 par Nolan Arenado. La série de matchs où il se rend sur les buts prend fin en même temps après 46 parties, la plus longue séquence de ce genre dans les majeures depuis les 52 de Kevin Millar en 2007. 
Cuddyer est invité au match des étoiles en 2013 et choisi pour participer au concours de coups de circuit. Il remporte en 2013 le championnat des frappeurs de la Ligue nationale avec une moyenne au bâton de ,331. Il approche son record de coups sûrs en une année avec 162 en 130 matchs joués. Il ajoute 30 doubles, 20 circuits et 84 points produits. Sa moyenne de puissance de ,540 est la 4e plus élevée de la Nationale cette année-là. C'est la 8e fois en 21 saisons d'existence des Rockies qu'un des joueurs de l'équipe remporte le championnat des frappeurs après Andrés Galarraga en 1993, Larry Walker (1998, 1999 et 2001), Todd Helton en 2000, Matt Holliday en 2007 et Carlos González en 2010.

#### Saison 2014
Le 17 août 2014, dans le second match d'un programme double balayé par les Rockies, Cuddyer réussit face aux Reds de Cincinnati le deuxième cycle de sa carrière, à son retour au jeu après avoir raté 60 parties pour récupérer d'une fracture à l'épaule gauche. Il est le 30e joueur de l'histoire des majeures avec plus d'un cycle en carrière, et le 3e seulement avec un cycle dans chacune des deux ligues, un exploit aussi accompli par Bob Watson en 1977 et 1979 puis John Olerud en 1997 et 2001.
En 2014, il fait trois séjours sur la liste des blessés pour des problèmes à l'épaule et aux ischio-jambiers. Limité à 49 matchs, il frappe pour ,332 en 205 passages au bâton avec 10 circuits et 31 points produits. Sa moyenne de puissance s'élève à ,579.

### Mets de New York

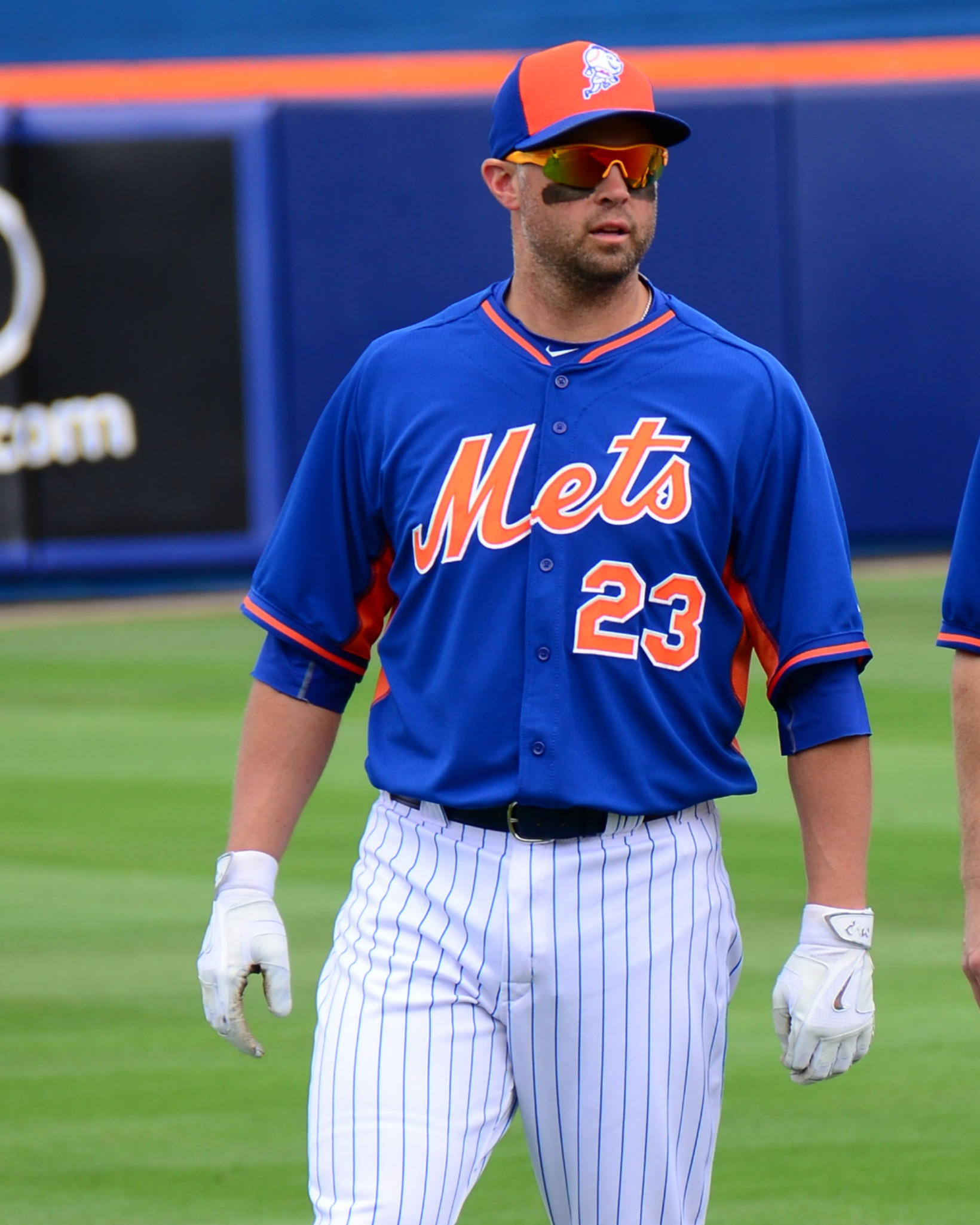
Michael Cuddyer à l'entraînement en 2015 avec les Mets de New York.

Le 10 novembre 2014, Cuddyer signe un contrat de deux saisons avec les Mets de New York.
En 117 parties jouées pour les Mets en 2015, il claque 10 circuits et produit 41 points. Sa moyenne au bâton de ,259 est fortement en baisse en comparaison de ses années au Colorado. Il est relégué à un rôle de réserviste après la promotion du jeune voltigeur Michael Conforto. Dans les séries éliminatoires, il obtient peu de départs et entre surtout en jeu comme frappeur suppléant. Il fait sa dernière apparition dans les majeures le 27 octobre 2015 lors du premier match de la Série mondiale 2015, une série finale perdue par les Mets aux mains des Royals de Kansas City, entrant en jeu comme frappeur suppéant en 7e manche et jouant comme frappeur désigné le reste d'une partie qui en dure 14.
Même s'il reste une année à écouler à son contrat, Michael Cuddyer choisit de prendre sa retraite sportive, qu'il annonce le 11 décembre 2015, tournant le dos aux 12,5 millions de dollars qui lui étaient dus pour 2016.

### Palmarès
En 1 536 matchs joués en 15 saisons dans le baseball majeur, Michael Cuddyer a compilé 1 522 coups sûrs, dont 333 doubles, 42 triples et 197 circuits. Il compte 794 points produits, 809 points marqués et 75 buts volés. Sa moyenne au bâton se chiffre à ,277. Il affiche une moyenne de présence sur les buts de ,344 et une moyenne de puissance en carrière de ,461.
En éliminatoires, sa moyenne au bâton se chiffre à ,306 grâce à 26 coups sûrs réussis en 28 matchs. Il compte 21 simples, deux doubles, un triple, deux circuits et 8 points produits dans les séries d'après-saison, auxquelles il participe en 2002, 2003, 2004, 2006, 2009 et 2010 avec Minnesota, avant d'atteindre la Série mondiale dans une cause perdante avec New York en 2015.